# Andrés Zaldívar
Pour les articles homonymes, voir Zaldívar (homonymie) et Larrain.
José Andrés Rafael Zaldívar Larraín (né le 18 mars 1936 à Santiago du Chili) est un homme politique chilien, membre du parti démocrate-chrétien du Chili. 
Il est ministre de l'Économie de février au 2 mai 1968, ministre des Finances du 2 mai au 4 novembre 1970, président du Parti démocrate chrétien de 1976 à 1982 et de 1989 à 1991, puis président du Sénat de 1998 à 2004. Il est brièvement ministre de l'Intérieur du 11 mars au 14 juillet 2006. 

## Biographie
Ancien étudiant de l'Institut Alonso de Ercilla de Santiago du Chili, de la congrégation des Frères maristes et diplômé en droit de l'université du Chili, Zaldivar commence sa carrière politique au sein du Parti conservateur social-chrétien (PCSC) puis participe en 1957 à la refondation du PCSC, devenu Parti démocrate chrétien (PDC). 
Marié en 1959, il est, de 1959 à 1962, avocat adjoint de la municipalité de Colina puis juge de police locale de La Cisterna.
De 1964 à 1967, il est ministre de l'Habitat dans le gouvernement de Eduardo Frei Montalva. De 1968 à 1970, il est gouverneur de la Banque interaméricaine de développement et représentant chilien du comité inter-américain de l'alliance pour le progrès à Washington et au comité économique et social à Caracas (1970).
De 1970 à 1973, il est membre du conseil national du parti démocrate-chrétien où il préside en 1972 la commission politique. 
En mars 1973, Andres Zaldívar est élu sénateur pour le 2e district regroupant des provinces de la région d'Atacama et de celle de Coquimbo. Après le coup d'État du 11 septembre 1973 et la dissolution du parlement le 21 septembre 1973, Zaldivar s'exile en Espagne d'où il assume la présidence du Parti démocrate chrétien de 1975 à 1982. 
Durant ces années d'exil, il préside l'Internationale démocrate chrétienne de 1981 à 1986. Il participe au référendum chilien de 1988, s'opposant à la prorogation du mandat du général Pinochet. Après la victoire du Non, il assure de nouveau la présidence du Parti démocrate chrétien, de 1989 à 1991, à la suite de Patricio Aylwin, élu président du Chili en décembre 1989, tandis que Zaldivar était quant à lui élu sénateur de la VIIe circonscription de Santiago Poniente, avec 31,27 % des voix, aux côtés du candidat UDI, Jaime Guzmán (17,91 %), dans le cadre du système électoral binominal.

Constamment réélu, il participe à de nombreuses commissions parlementaires comme celles de la justice ou de la réforme constitutionnelle. En mars 1998, Zaldívar est élu Président du sénat, charge qu'il assume jusqu'au 15 mars 2004.
En 1999, Zaldívar est le candidat du PDC lors des primaires au sein de la Concertation des partis pour la démocratie pour être le candidat de la coalition de gauche aux élections présidentielles de 1999. Avec 28,27 % des voix, il est battu lors des primaires par Ricardo Lagos, candidat du PPD-PS (71,3 %). 
Zaldivar est réélu sénateur en 2005 tout en menant la campagne électorale de Michelle Bachelet lors des élections présidentielles. Après la victoire de celle-ci, il est nommé Ministre de l'Intérieur mais doit démissionner moins de quatre mois plus tard à la suite des débordements des manifestations étudiantes. Il a été réélu sénateur en décembre 2009.

## Fonctions
- Sous-secrétaire d'État aux Finances de 1964 à 1967.
- Ministre des Finances du 2 mai 1968 au 3 novembre 1970.
- Président du Parti démocrate chrétien de 1975 à 1982 et de 1989 à 1991.
- Président du Sénat de mars 1998 à mars 2004.
- Ministre de l'Intérieur du 11 mars 2006 au 14 juillet 2006 (gouvernement Bachelet)